# Foreplay/Long Time
«Foreplay/Long Time» es una canción de la banda de rock estadounidense Boston,  la cual está incluida en su álbum debut homónimo, lanzado en 1976 por Epic Records. Fue escrita por el guitarrista y teclista Tom Scholz.
Se publicó como el segundo sencillo del álbum debut en 1976. Como segundo tema se encuentra «Let Me Take You Home Tonight», compuesta por el vocalista y guitarrista Brad Delp.
Esta canción combina una introducción instrumental, «Foreplay», a la canción principal «Long Time», la cual generalmente se transmite como una sola canción en la radio y aparece también como un solo sencillo en el álbum.
En Estados Unidos, «Long Time» se posicionó en el lugar 22.º del Billboard Hot 100 en el mes de marzo de 1977. Esta canción también entró en las listas de Canadá, haciéndolo hasta alcanzar el 9.º puesto el 2 de abril de 1977.
El autónomo «Foreplay» fue lanzado como lado B del siguiente sencillo de la banda: «Peace of Mind» de 1977.

## Recepción de la crítica
El crítico de la revista Rolling Stone, Kris Nicholson, describió a «Foreplay/Long Time» como una «perfecta unión entre Led Zeppelin y Yes que, con sonidos acústicos y eléctricos, ejecuta una cátedra musical».

## En la cultura popular
«Foreplay/Long Time» aparece en el capítulo «All Hell Breaks Loose: Part 1» de la temporada 2 de la serie televisiva estadounidense Supernatural en el 2007.

## Otras versiones
La banda de country norteamericana Rascal Flatts tocó «Foreplay/Long Time» y se encuentra en el álbum Live publicado en 2005.

## Lista de canciones

### Cara A
| side one |             |              |          |  |
| N.º      | Título      | Escritor(es) | Duración |  |
| 1.       | «Long Time» | Tom Scholz   | 3:03     |  |

### Cara B
| side one |                                |              |          |  |
| N.º      | Título                         | Escritor(es) | Duración |  |
| 2.       | «Let Me Take You Home Tonight» | Brad Delp    | 4:12     |  |

## Formación
- Brad Delp — voz
- Tom Scholz — guitarra, órgano, clavinet y bajo (en «Long Time»)
- Barry Goudreau — guitarra líder (en «Long Time») y guitarra rítmica
- Sib Hashian — batería
- Fran Sheehan — bajo (en «Foreplay»)

## Listas
| Año  | País           | Listas            | Posición máxima |
| ---- | -------------- | ----------------- | --------------- |
| 1973 | Alemania       | Media Control     | 39.º            |
| 1973 | Canadá         | RPM Magazine      | 9.º             |
| 1973 | Estados Unidos | Billboard Hot 100 | 22.º            |